# Scharanga
Scharanga (russisch Шара́нга) ist eine Siedlung städtischen Typs in der Oblast Nischni Nowgorod in Russland mit 6557 Einwohnern (Stand 14. Oktober 2010).

## Geographie

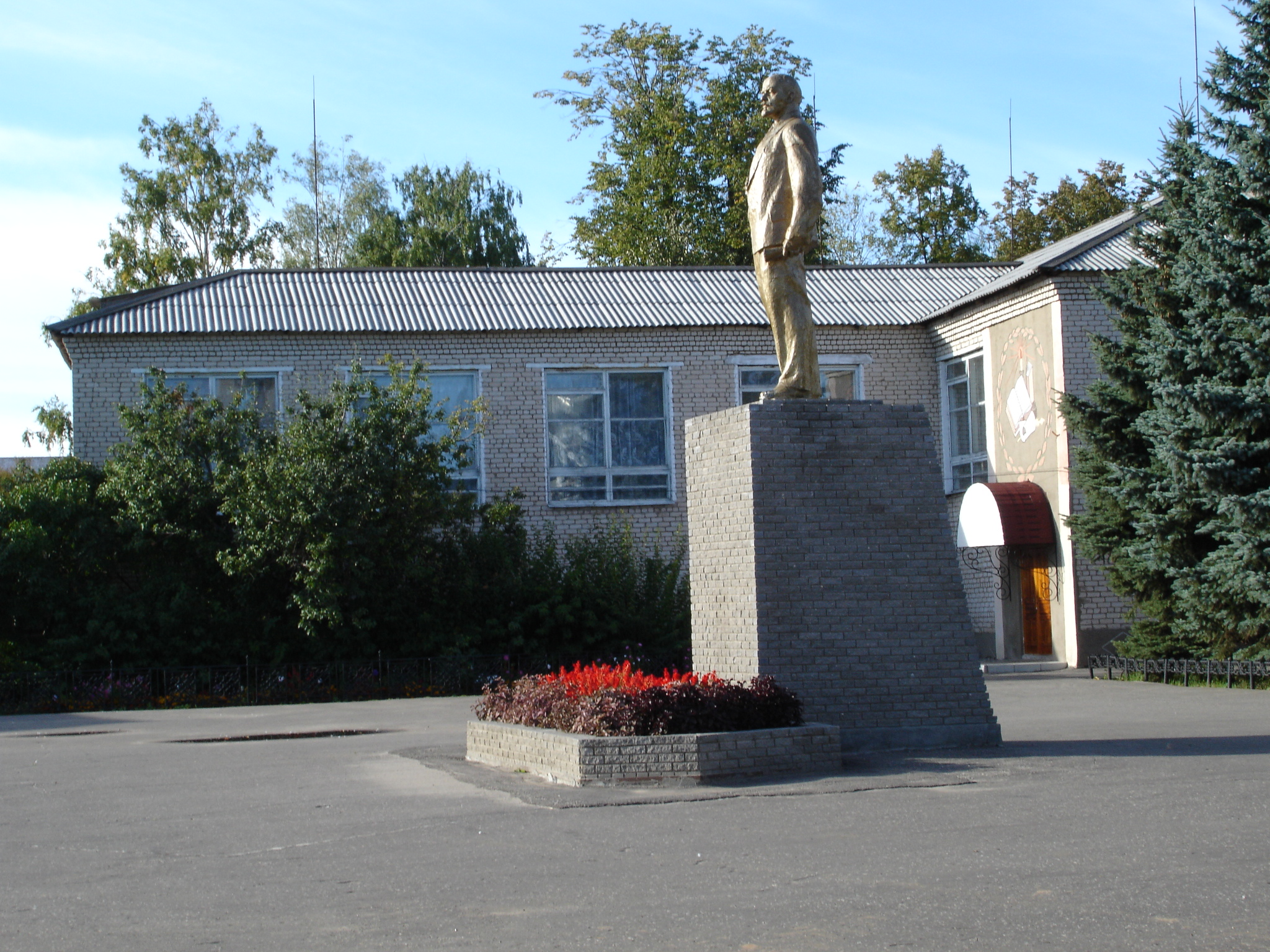
Lenin-Denkmal in Scharanga

Der Ort liegt gut 180 km Luftlinie nordöstlich des Oblastverwaltungszentrums Nischni Nowgorod, gut 10 km von der Grenze zur Oblast Kirow entfernt. Er befindet sich an der namensgebenden Scharanga, einem linken Nebenfluss der Usta.
Scharanga ist Verwaltungszentrum des Rajons Scharangski sowie Sitz der Stadtgemeinde (gorodskoje posselenije) Rabotschi possjolok Scharanga, zu der außerdem die Dörfer Bolschoi Reitschwasch (4 km nordwestlich), Kurschakowo (4 km südöstlich) und Maly Reitschwasch (4 km nördlich) gehören.

## Geschichte
Der Ort wurde erstmals 1747 als vorwiegend von Mari bewohntes und nach dem Fluss benanntes Dorf erwähnt. In Folge gehörte es zum Ujesd Jaransk des Gouvernements Wjatka.
Am 10. Juni 1929 wurde Scharanga Verwaltungssitz eines neu geschaffenen, nach ihm benannten Rajons, der von den 1930er-Jahren bis zum 6. Januar 1960, als er der Oblast Gorki (heute Nischni Nowgorod) übergeben wurde, zur Oblast Kirow gehörte. 1972 erhielt Scharanga den Status einer Siedlung städtischen Typs.

### Bevölkerungsentwicklung
| Jahr | Einwohner |
| ---- | --------- |
| 1897 | 550       |
| 1939 | 1803      |
| 1959 | 2437      |
| 1970 | 3841      |
| 1979 | 4986      |
| 1989 | 6053      |
| 2002 | 6381      |
| 2010 | 6557      |

Anmerkung: Volkszählungsdaten

## Verkehr
Einige Kilometer westlich wird Scharange von der Regionalstraße 22K-0012 umgangen, die bei Arja unweit der Kleinstadt Uren von der 22R-0159 Nischni Nowgorod – Schachunja (– Jaransk) abzweigt, durch das nördlich benachbarte Rajonzentrum Tonkino und weiter zur Grenze der Republik Mari El verläuft, dort in Richtung Kilemary.
Im etwa 50 km nordwestlich gelegenen Arja befindet sich an der Strecke Moskau – Nischni Nowgorod – Kotelnitsch auch die nächstgelegene Bahnstation.